# Oberelsbach
Oberelsbach è un comune tedesco di 2 828 abitanti, situato nel land della Baviera.